# Влодавский повет
Влодавский повет (пол. Powiat włodawski) — повет (район) в Польше, входит как административная единица в Люблинское воеводство. Центр повета — город Влодава. Занимает площадь 1256,27 км². Население — 39 280 человек (на 31 декабря 2015 года).

## Административное деление
- города: Влодава
- городские гмины: Влодава
- сельские гмины: Гмина Ханна, Гмина Ханьск, Гмина Стары-Брус, Гмина Уршулин, Гмина Влодава, Гмина Воля-Ухруска, Гмина Вырыки

## Демография
Население повета дано на 31 декабря 2015 года.
| Перепись            | Всего  | Мужчины | Женщины |
| ------------------- | ------ | ------- | ------- |
| Всего               | 39 280 | 19 402  | 19 878  |
| Городское население | 13 562 | 6515    | 7047    |
| Сельское население  | 25 718 | 12 887  | 12 831  |